# Схул
Схул — пещера на горе Кармель в Израиле. Находится в 20 км к югу от города Хайфа и в 3 км от берега Средиземного моря.
Доисторический участок впервые раскопала Дороти Гаррод летом 1928 года.
В пещере Схул селились попеременно то неандертальцы (до 130 и 65—47 тыс. лет назад), то человек разумный (130—80 и после 47 тыс. лет назад). Пещера была заселена в период среднего палеолита, 200—45 тыс. лет назад.

## Исследования
Анализ нейрокраниума и нижней челюсти ребёнка Skhūl I возрастом от 3 до 5 лет, намеренно похороненного ок. 140 тыс. л. н., показал, что таксономическая атрибуция проблематична из-за мозаичной природы его морфологических характеристик. Он мог быть как гибридом Homo sapiens и Homo neanderthalens, так и представителем другой древней популяции людей. Для Схул IX методами электронного парамагнитного резонанса и урановых рядов получен возраст ок. 131—121 тыс. лет, для Схул II методом урановых рядов получен возраст 32 тыс. лет.
В пещере Схул было обнаружено 14 скелетов, большинство из которых в 1932 году нашёл Теодор Мак-Коун (Theodore D. McCown).
Неандертальцы из Схула и Кафзеха относятся к более прогрессивной группе ближневосточных гоминид Схул-Кафзех, которые заметно отличаются от более примитивных и похожих на европейских неандертальцев местных находок из пещер Табун, Амуд и Кебара.
Останки, найденные в пещере Схул, вместе с обнаруженными в других пещерах в заповеднике Нахаль-Меарот (Вади-эль-Мугара) и в пещере Мугарет-эль-Зуттие, были классифицированы в 1939 году Артуром Кейтом и Теодором Мак-Коуном как вид Palaeoanthropus palestinensis — потомок гейдельбергского человека (Homo heidelbergensis).
Надпяточная кость Схул IV возрастом 100 тыс. лет имеет морфологическое сходство с таранной (надпяточной) костью человека из тюменской Байгары возрастом 10,4 тыс. лет. Затылочная кость, обнаруженная на острове Меровский в Саратовской области, сходна с архаичным сапиенсом Схул V.
Две перфорированные бусины из пещеры Схул, изготовленные из раковин моллюска Nassarius gibbosulus, от 100 до 130 тыс. л. н., считаются самыми древними известными ювелирными украшениями в мире.